# Mašov (Petrovice)
Mašov je malá vesnice, část obce Petrovice v okrese Příbram ve Středočeském kraji. Nachází se asi 2,5 kilometru jižně od Petrovic. Mašov je také název katastrálního území o rozloze 1,43 km².

## Historie
První písemná zmínka o vesnici pochází z roku 1488.
Jméno vesnice je odvozeno od častého jména Máša. Ves patřila stejně jako nedaleký Kojetín pod kovářovskou rychtu a později i pod hrazanskou rychtu. Zprvu pod panství zvíkovské a poté pod panství orlické. V roce 1775 při prodeji zvíkovského panství jsou kromě Mašova uvedeny i tyto vesnice: Hrazany, Hrazánky, Dobrošov, Klisinec, Klisín, Níkovice, Něžovice, Zbislav, Březí, Záluží a dnes již zaniklý Skoronín. V roce 1584 je Mašov také vyjmenovaný v soupise vesnic, které dostal Jiří ze Švamberka podílem k zámku Orlík.

## Obyvatelstvo
| Rok            | 1869 | 1880 | 1890 | 1900 | 1910 | 1921 | 1930 | 1950 | 1961 | 1970 | 1980 | 1991 | 2001 | 2011 | 2021 |
| -------------- | ---- | ---- | ---- | ---- | ---- | ---- | ---- | ---- | ---- | ---- | ---- | ---- | ---- | ---- | ---- |
| Počet obyvatel | 88   | 90   | 69   | 73   | 73   | 86   | 63   | 38   | 29   | 23   | 20   | 12   | 16   | 12   | 15   |
| Počet domů     | 12   | 12   | 13   | 13   | 14   | 15   | 14   | 14   | 14   | 6    | 6    | 8    | 7    | 7    | 10   |

## Obecní správa
Při sčítání lidu v letech 1850–1954 Mašov byl osadou obce Hrazany v okrese Milevsko. V letech 1954–1960 byl osadou obce Kojetín, se kterým patřil nejprve do okresu Milevsko, ale od roku 1960 v okrese Příbram. Od 1. července 1960 je částí obce Petrovice v okrese Příbram.

## Pamětihodnosti
- Kaple ve vesnici
- Přímo ve vsi se nachází kříž z roku 1863.
- Před vesnicí vlevo z bývalé cesty do Hrazan se nachází kovový kříž z roku 1918.
- Nedaleko od vesnice po polní cestě, na místě původního kříže z roku 1724, byl nový opravený, dřevěný Kortanův kříž. Oprava byla provedena v roce 2009. V současnosti (2019) je na místě dřevěného kříže umístěný kovový kříž, který nese dataci 1724.

## Pověst
Ke Kortanovu kříži se váže pověst: Po vozové cestě z Mašova jel do Kojetína svatební průvod do Petrovic do kostela. Na tomto místě vystřelil družba z bambitky a těžce poranil ženicha.

## Galerie

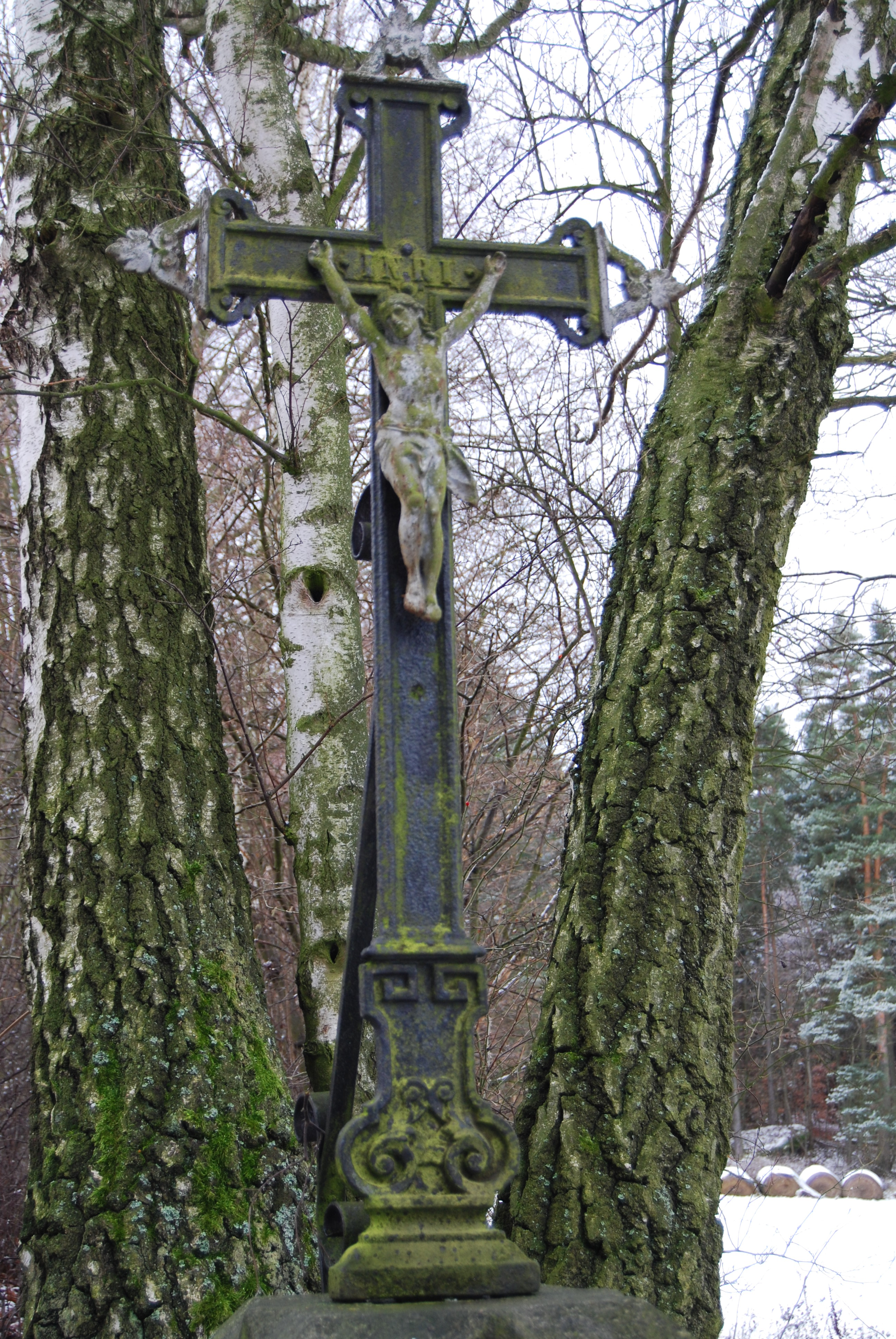
Kříž u cesty do Hrazan
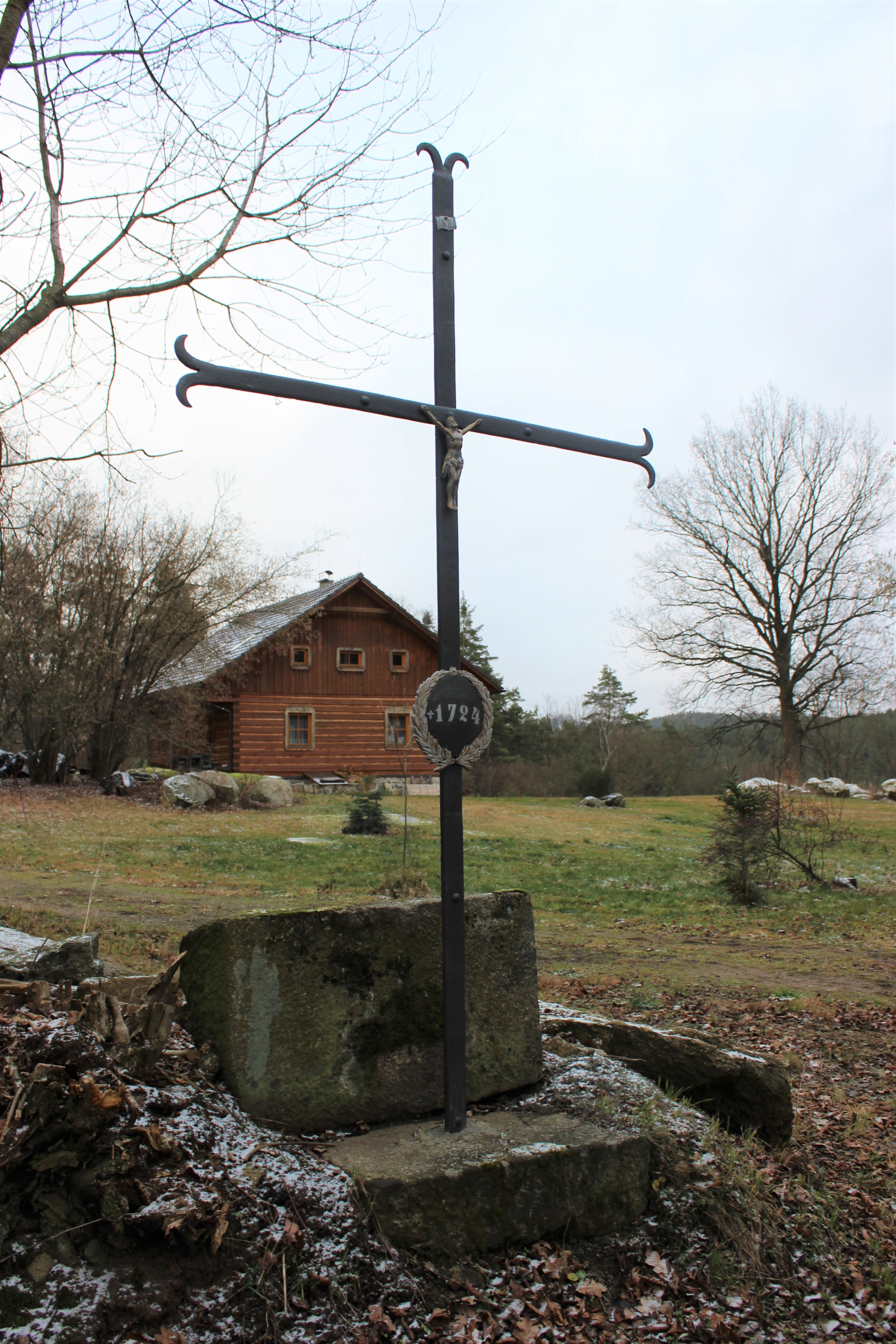
Kortanův kříž poblíž vesnice
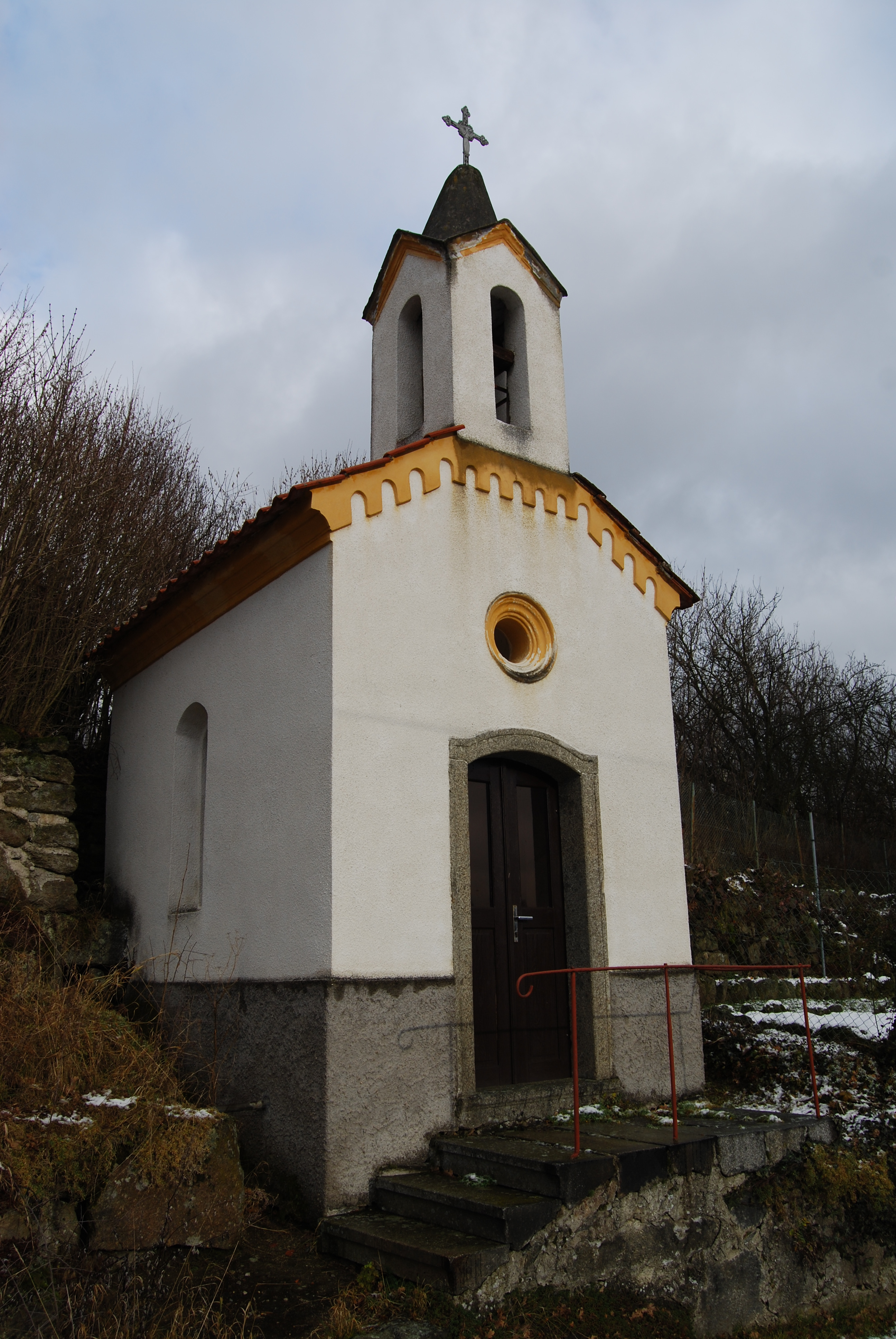
Kaple ve vsi
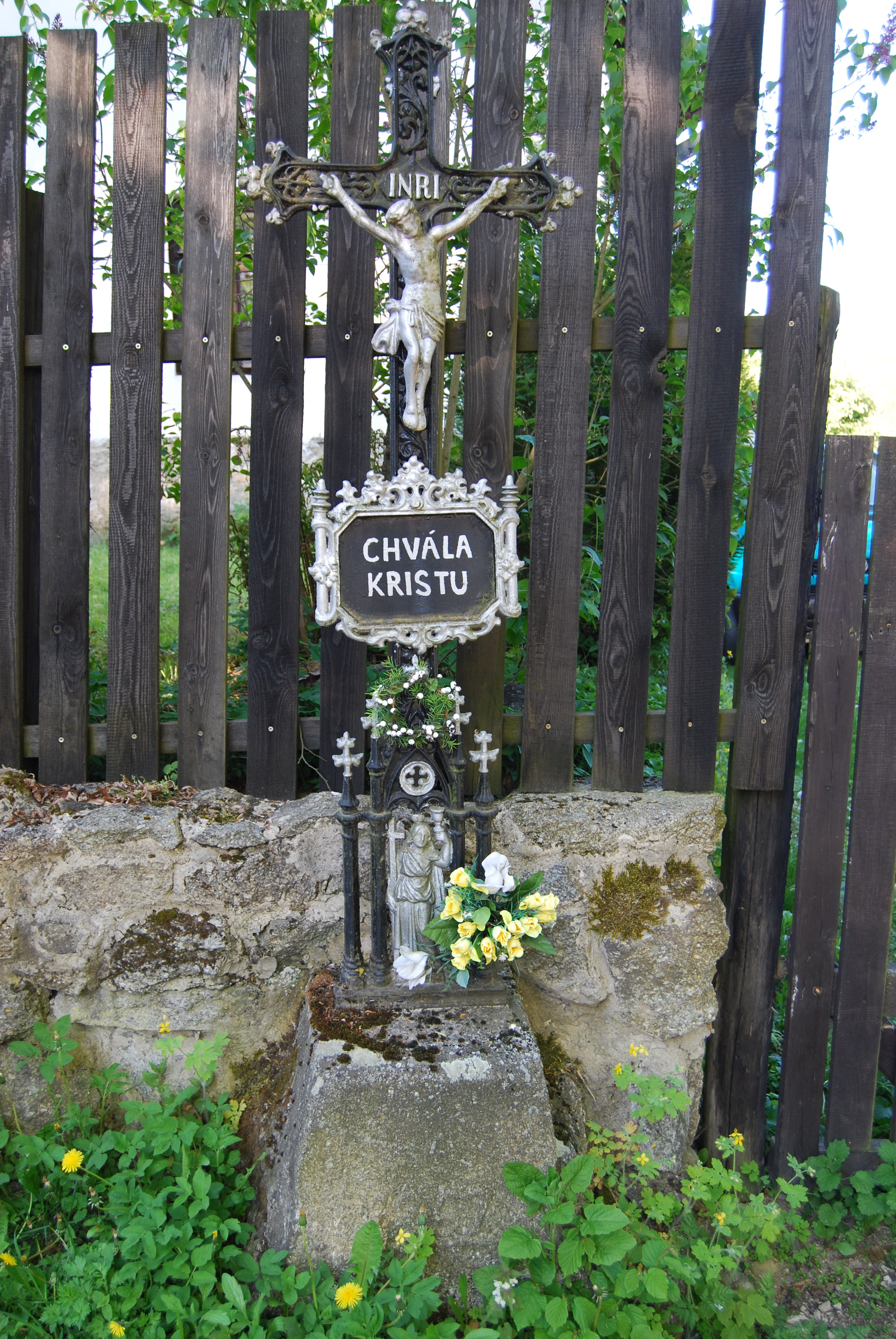
Kříž ve vsi z roku 1863